# Sierra McClain
Pour les articles homonymes, voir McClain.
Sierra McClain, née le 16 mars 1994 à Decatur en Géorgie, est une actrice et chanteuse américaine. Elle est connue pour ses rôles dans les séries Empire, Mindhunter et 9-1-1: Lone Star. Elle est membre du groupe de musique pop McCLAIN qu'elle forme avec ses deux sœurs.

## Biographie
Sierra Aylina McClain est née le 16 mars 1994 à Decatur en Géorgie. Son père, Michael McClain est producteur de musique, chanteur et auteur-compositeur et sa mère Shontell est également chanteuse et auteure-compositrice. Elle est l'ainée de la fratrie, avec deux sœurs China et Lauryn et un frère Gabriel. 
Lorsqu'en 2005 sa sœur China est repérée et obtient un rôle dans le film The Gospel de Rob Hardy (en), Sierra a l'occasion d'y faire une apparition plus modeste en tant que chanteuse dans une chorale. Elle joue en 2007 dans Daddy's Little Girls de Tyler Perry aux côtés de ses deux sœurs.
Les trois sœurs fondent leur groupe de musique qui participe notamment à la bande originale de la série télévisée Section Genius (A.N.T. Farm).
Sa carrière à la télévision décolle véritablement à partir de 2016 lorsqu'elle obtient un rôle récurrent dans la série Empire,,.
À partir de 2020 elle fait partie du casting de la série 9-1-1: Lone Star.

## Filmographie

### Cinéma
- 2005 : The Gospel de Rob Hardy (en) : Jeune dans la chorale d'enfants
- 2007 : Daddy's Little Girls de Tyler Perry : Sierra
- 2009 : Le Psy d'Hollywood (Shrink) de Jonas Pate : Carina
- 2018 : Honey 4: Rise Up and Dance de Bille Woodruff : Tosha

### Télévision
- 2007 : Tyler Perry's House of Payne (en) : Jasmine (2 épisodes)
- 2012 : Section Genius : Syerra (saison 2, épisode 16)
- 2016-2018 : Empire : Nessa Parker (18 épisodes)
- 2019 : Mindhunter : Tanya Clifton (4 épisodes)
- 2020-2023 : 9-1-1: Lone Star : Grace Ryder (60 épisodes)